# مجمع‌الجزایر باکو
مجمع‌الجزایر باکو گروهی از جزیره‌ها واقع در خلیج باکو در دریای کاسپین است.
آب‌های پیرامون این جزیره‌ها کم عمق هستند. 
جزیره‌های این مجمع‌الجزایر عبارتند از (بیشتر آن‌ها دو نام دارند، آذربایجانی یا روسی):
- بویوک‌زیره یا نَرگین
- وُلف یا داش‌زیره
- کوچک‌زیره یا قوم
- زنبیل یا دووانی
- سنگی‌مغان یا سِوینوی
- چهل یا چگل (اوبلیوْنوی)
- قره‌سو یا لوس
- خره‌زیره یا جزیره بولا
- اقنات‌داشی
- جزیره گِل یا گلین‌ینی
- کورداشی
- چیلوف
- پیراللهی

زیره در این نام‌ها شکل کوتاه‌شدهٔ واژهٔ جزیره است.
خره‌زیره یکی از بزرگ‌ترین جزیره‌ها در این مجمع‌الجزایر است.